# (14376) 1989 ST10
(14376) 1989 ST10 là một tiểu hành tinh vành đai chính. Nó được phát hiện bởi Henri Debehogne ở Đài thiên văn La Silla ở Chile ngày 28 tháng 9 năm 1989.